# Список астероїдів (177601—177700)
| Назва               | Тимчасове позначення | Дата відкриття   | Місце відкриття             | Відкривач                   |
| ------------------- | -------------------- | ---------------- | --------------------------- | --------------------------- |
| (177601) 2004 GN73  | 2004 GN73            | 14 квітня 2004   | Обсерваторія Берґіш-Ґладбах | Вольф Бікель                |
| (177602) 2004 GW74  | 2004 GW74            | 15 квітня 2004   | Сокорро (Нью-Мексико)       | LINEAR                      |
| (177603) 2004 GD75  | 2004 GD75            | 14 квітня 2004   | Станція Андерсон-Меса       | LONEOS                      |
| (177604) 2004 GY75  | 2004 GY75            | 15 квітня 2004   | Обсерваторія Сайдинг-Спрінг | Обсерваторія Сайдинг-Спрінг |
| (177605) 2004 GJ78  | 2004 GJ78            | 9 квітня 2004    | Обсерваторія Сайдинг-Спрінг | Обсерваторія Сайдинг-Спрінг |
| (177606) 2004 GY81  | 2004 GY81            | 13 квітня 2004   | Каталінський огляд          | Каталінський огляд          |
| (177607) 2004 HD1   | 2004 HD1             | 19 квітня 2004   | Обсерваторія Сайдинг-Спрінг | Обсерваторія Сайдинг-Спрінг |
| (177608) 2004 HC5   | 2004 HC5             | 16 квітня 2004   | Паломарська обсерваторія    | NEAT                        |
| (177609) 2004 HY6   | 2004 HY6             | 16 квітня 2004   | Сокорро (Нью-Мексико)       | LINEAR                      |
| (177610) 2004 HE10  | 2004 HE10            | 17 квітня 2004   | Сокорро (Нью-Мексико)       | LINEAR                      |
| (177611) 2004 HO15  | 2004 HO15            | 16 квітня 2004   | Обсерваторія Кітт-Пік       | Spacewatch                  |
| (177612) 2004 HK24  | 2004 HK24            | 16 квітня 2004   | Сокорро (Нью-Мексико)       | LINEAR                      |
| (177613) 2004 HK31  | 2004 HK31            | 16 квітня 2004   | Паломарська обсерваторія    | NEAT                        |
| (177614) 2004 HK33  | 2004 HK33            | 21 квітня 2004   | Сокорро (Нью-Мексико)       | LINEAR                      |
| (177615) 2004 HB44  | 2004 HB44            | 21 квітня 2004   | Сокорро (Нью-Мексико)       | LINEAR                      |
| (177616) 2004 HX47  | 2004 HX47            | 22 квітня 2004   | Обсерваторія Сайдинг-Спрінг | Обсерваторія Сайдинг-Спрінг |
| (177617) 2004 HR48  | 2004 HR48            | 22 квітня 2004   | Обсерваторія Сайдинг-Спрінг | Обсерваторія Сайдинг-Спрінг |
| (177618) 2004 HA54  | 2004 HA54            | 22 квітня 2004   | Каталінський огляд          | Каталінський огляд          |
| (177619) 2004 HB56  | 2004 HB56            | 24 квітня 2004   | Обсерваторія Сайдинг-Спрінг | Обсерваторія Сайдинг-Спрінг |
| (177620) 2004 HC58  | 2004 HC58            | 22 квітня 2004   | Обсерваторія Кітт-Пік       | Spacewatch                  |
| (177621) 2004 HN60  | 2004 HN60            | 25 квітня 2004   | Сокорро (Нью-Мексико)       | LINEAR                      |
| (177622) 2004 HF61  | 2004 HF61            | 25 квітня 2004   | Сокорро (Нью-Мексико)       | LINEAR                      |
| (177623) 2004 HU61  | 2004 HU61            | 25 квітня 2004   | Сокорро (Нью-Мексико)       | LINEAR                      |
| (177624) 2004 HB73  | 2004 HB73            | 28 квітня 2004   | Обсерваторія Кітт-Пік       | Spacewatch                  |
| (177625) 2004 JD    | 2004 JD              | 8 травня 2004    | Обсерваторія Столова Гора   | Дж. Янґ                     |
| (177626) 2004 JH5   | 2004 JH5             | 9 травня 2004    | Обсерваторія Кітт-Пік       | Spacewatch                  |
| (177627) 2004 JO11  | 2004 JO11            | 13 травня 2004   | Сокорро (Нью-Мексико)       | LINEAR                      |
| (177628) 2004 JA12  | 2004 JA12            | 13 травня 2004   | Паломарська обсерваторія    | NEAT                        |
| (177629) 2004 JM25  | 2004 JM25            | 15 травня 2004   | Сокорро (Нью-Мексико)       | LINEAR                      |
| (177630) 2004 JZ42  | 2004 JZ42            | 15 травня 2004   | Сокорро (Нью-Мексико)       | LINEAR                      |
| (177631) 2004 JM44  | 2004 JM44            | 15 травня 2004   | Сокорро (Нью-Мексико)       | LINEAR                      |
| (177632) 2004 JS48  | 2004 JS48            | 13 травня 2004   | Обсерваторія Кітт-Пік       | Spacewatch                  |
| (177633) 2004 JW54  | 2004 JW54            | 10 травня 2004   | Обсерваторія Кітт-Пік       | Spacewatch                  |
| (177634) 2004 KL4   | 2004 KL4             | 16 травня 2004   | Обсерваторія Сайдинг-Спрінг | Обсерваторія Сайдинг-Спрінг |
| (177635) 2004 LQ3   | 2004 LQ3             | 11 червня 2004   | Паломарська обсерваторія    | NEAT                        |
| (177636) 2004 LB9   | 2004 LB9             | 13 червня 2004   | Сокорро (Нью-Мексико)       | LINEAR                      |
| (177637) 2004 LY13  | 2004 LY13            | 11 червня 2004   | Сокорро (Нью-Мексико)       | LINEAR                      |
| (177638) 2004 LB22  | 2004 LB22            | 13 червня 2004   | Обсерваторія Кітт-Пік       | Spacewatch                  |
| (177639) 2004 LW28  | 2004 LW28            | 14 червня 2004   | Обсерваторія Кітт-Пік       | Spacewatch                  |
| (177640) 2004 NX10  | 2004 NX10            | 10 липня 2004    | Каталінський огляд          | Каталінський огляд          |
| (177641) 2004 NE20  | 2004 NE20            | 14 липня 2004    | Сокорро (Нью-Мексико)       | LINEAR                      |
| (177642) 2004 NU27  | 2004 NU27            | 11 липня 2004    | Сокорро (Нью-Мексико)       | LINEAR                      |
| (177643) 2004 OO4   | 2004 OO4             | 16 липня 2004    | Сокорро (Нью-Мексико)       | LINEAR                      |
| (177644) 2004 PN88  | 2004 PN88            | 11 серпня 2004   | Паломарська обсерваторія    | NEAT                        |
| (177645) 2004 PQ89  | 2004 PQ89            | 9 серпня 2004    | Станція Кампо Імператоре    | CINEOS                      |
| (177646) 2004 RK80  | 2004 RK80            | 8 вересня 2004   | Сокорро (Нью-Мексико)       | LINEAR                      |
| (177647) 2004 RF110 | 2004 RF110           | 6 вересня 2004   | Сокорро (Нью-Мексико)       | LINEAR                      |
| (177648) 2004 RR179 | 2004 RR179           | 10 вересня 2004  | Сокорро (Нью-Мексико)       | LINEAR                      |
| (177649) 2004 TP8   | 2004 TP8             | 6 жовтня 2004    | Сокорро (Нью-Мексико)       | LINEAR                      |
| (177650) 2004 VN75  | 2004 VN75            | 4 листопада 2004 | Сокорро (Нью-Мексико)       | LINEAR                      |
| (177651) 2004 XM14  | 2004 XM14            | 10 грудня 2004   | Каталінський огляд          | Каталінський огляд          |
| (177652) 2004 XW130 | 2004 XW130           | 15 грудня 2004   | Каталінський огляд          | Каталінський огляд          |
| (177653) 2004 XM155 | 2004 XM155           | 12 грудня 2004   | Обсерваторія Кітт-Пік       | Spacewatch                  |
| (177654) 2004 YR33  | 2004 YR33            | 16 грудня 2004   | Каталінський огляд          | Каталінський огляд          |
| (177655) 2005 AF32  | 2005 AF32            | 11 січня 2005    | Сокорро (Нью-Мексико)       | LINEAR                      |
| (177656) 2005 CU6   | 2005 CU6             | 2 лютого 2005    | Каталінський огляд          | Каталінський огляд          |
| (177657) 2005 CN21  | 2005 CN21            | 2 лютого 2005    | Каталінський огляд          | Каталінський огляд          |
| (177658) 2005 CJ74  | 2005 CJ74            | 1 лютого 2005    | Обсерваторія Кітт-Пік       | Spacewatch                  |
| 177659 Paolacel     | 2005 CE77            | 9 лютого 2005    | Обсерваторія Ла-Сілья       | Андреа Боаттіні, Ганс Шолль |
| (177660) 2005 EJ2   | 2005 EJ2             | 3 березня 2005   | Сокорро (Нью-Мексико)       | LINEAR                      |
| (177661) 2005 EK5   | 2005 EK5             | 1 березня 2005   | Обсерваторія Кітт-Пік       | Spacewatch                  |
| (177662) 2005 EM5   | 2005 EM5             | 1 березня 2005   | Обсерваторія Кітт-Пік       | Spacewatch                  |
| (177663) 2005 EC6   | 2005 EC6             | 1 березня 2005   | Обсерваторія Кітт-Пік       | Spacewatch                  |
| (177664) 2005 EH11  | 2005 EH11            | 2 березня 2005   | Каталінський огляд          | Каталінський огляд          |
| (177665) 2005 EV34  | 2005 EV34            | 3 березня 2005   | Обсерваторія Кітт-Пік       | Spacewatch                  |
| (177666) 2005 EW34  | 2005 EW34            | 3 березня 2005   | Каталінський огляд          | Каталінський огляд          |
| (177667) 2005 EV37  | 2005 EV37            | 3 березня 2005   | Жарнак                      | Обсерваторія Жарнак         |
| (177668) 2005 EL42  | 2005 EL42            | 2 березня 2005   | Каталінський огляд          | Каталінський огляд          |
| (177669) 2005 EK46  | 2005 EK46            | 3 березня 2005   | Каталінський огляд          | Каталінський огляд          |
| (177670) 2005 EM50  | 2005 EM50            | 3 березня 2005   | Каталінський огляд          | Каталінський огляд          |
| (177671) 2005 EX51  | 2005 EX51            | 3 березня 2005   | Обсерваторія Кітт-Пік       | Spacewatch                  |
| (177672) 2005 EQ58  | 2005 EQ58            | 4 березня 2005   | Обсерваторія Кітт-Пік       | Spacewatch                  |
| (177673) 2005 EV68  | 2005 EV68            | 7 березня 2005   | Сокорро (Нью-Мексико)       | LINEAR                      |
| (177674) 2005 EF88  | 2005 EF88            | 7 березня 2005   | Обсерваторія Сайдинг-Спрінг | Обсерваторія Сайдинг-Спрінг |
| (177675) 2005 ED98  | 2005 ED98            | 3 березня 2005   | Каталінський огляд          | Каталінський огляд          |
| (177676) 2005 EG130 | 2005 EG130           | 9 березня 2005   | Обсерваторія Маунт-Леммон   | Обсерваторія Маунт-Леммон   |
| (177677) 2005 EX138 | 2005 EX138           | 9 березня 2005   | Обсерваторія Маунт-Леммон   | Обсерваторія Маунт-Леммон   |
| (177678) 2005 EK205 | 2005 EK205           | 12 березня 2005  | Обсерваторія Маунт-Леммон   | Обсерваторія Маунт-Леммон   |
| (177679) 2005 EM205 | 2005 EM205           | 12 березня 2005  | Обсерваторія Кітт-Пік       | Spacewatch                  |
| (177680) 2005 ES216 | 2005 ES216           | 8 березня 2005   | Обсерваторія Маунт-Леммон   | Обсерваторія Маунт-Леммон   |
| (177681) 2005 ES223 | 2005 ES223           | 12 березня 2005  | Обсерваторія Кітт-Пік       | Spacewatch                  |
| (177682) 2005 ED232 | 2005 ED232           | 10 березня 2005  | Обсерваторія Маунт-Леммон   | Обсерваторія Маунт-Леммон   |
| (177683) 2005 EE234 | 2005 EE234           | 10 березня 2005  | Станція Андерсон-Меса       | LONEOS                      |
| (177684) 2005 EJ253 | 2005 EJ253           | 11 березня 2005  | Станція Андерсон-Меса       | LONEOS                      |
| (177685) 2005 EE264 | 2005 EE264           | 13 березня 2005  | Обсерваторія Кітт-Пік       | Spacewatch                  |
| (177686) 2005 EU265 | 2005 EU265           | 13 березня 2005  | Каталінський огляд          | Каталінський огляд          |
| (177687) 2005 EX267 | 2005 EX267           | 14 березня 2005  | Обсерваторія Маунт-Леммон   | Обсерваторія Маунт-Леммон   |
| (177688) 2005 EY279 | 2005 EY279           | 10 березня 2005  | Каталінський огляд          | Каталінський огляд          |
| (177689) 2005 EX323 | 2005 EX323           | 11 березня 2005  | Обсерваторія Маунт-Леммон   | Обсерваторія Маунт-Леммон   |
| (177690) 2005 FX2   | 2005 FX2             | 16 березня 2005  | Обсерваторія Ґудрайк-Піґотт | Рой Такер                   |
| (177691) 2005 GV3   | 2005 GV3             | 1 квітня 2005    | Обсерваторія Кітт-Пік       | Spacewatch                  |
| (177692) 2005 GO6   | 2005 GO6             | 1 квітня 2005    | Обсерваторія Кітт-Пік       | Spacewatch                  |
| (177693) 2005 GW6   | 2005 GW6             | 1 квітня 2005    | Обсерваторія Кітт-Пік       | Spacewatch                  |
| (177694) 2005 GH11  | 2005 GH11            | 1 квітня 2005    | Станція Андерсон-Меса       | LONEOS                      |
| (177695) 2005 GM20  | 2005 GM20            | 2 квітня 2005    | Обсерваторія Маунт-Леммон   | Обсерваторія Маунт-Леммон   |
| (177696) 2005 GA23  | 2005 GA23            | 1 квітня 2005    | Станція Андерсон-Меса       | LONEOS                      |
| (177697) 2005 GF23  | 2005 GF23            | 1 квітня 2005    | Обсерваторія Кітт-Пік       | Spacewatch                  |
| (177698) 2005 GW26  | 2005 GW26            | 2 квітня 2005    | Станція Андерсон-Меса       | LONEOS                      |
| (177699) 2005 GJ29  | 2005 GJ29            | 4 квітня 2005    | Обсерваторія Кітт-Пік       | Spacewatch                  |
| (177700) 2005 GL51  | 2005 GL51            | 2 квітня 2005    | Обсерваторія Маунт-Леммон   | Обсерваторія Маунт-Леммон   |